# Сонце світить всім
«Сонце світить всім» — радянський чорно-білий художній фільм, знятий режисером Костянтином Воїновим в 1959 році на кіностудії «Мосфільм» за сценарієм  Семена Фрейліха. Вважається одним з кращих післявоєнних фільмів і входить до фонду «Золота колекція радянського кіно». Прем'єра фільму відбулася 19 жовтня 1959 року.

## Сюжет
Чехословаччина, 9 травня 1945 року. Вже оголосили про закінчення війни. Микола Савельєв (Валентин Зубков) мріє про те, як він повернеться до рідного міста і знову викладатиме дітям історію. Раптово починається бій — есесівська частина намагається прорватися на захід. Командир батареї Корень (Євген Буренков) злякався і втік. Командування бере на себе Савельєв. Він зазнає важкого поранення, яке призводить до сліпоти. До рідного міста його супроводжує медсестра Світлана (Ліліана Альошнікова). Не відразу вдається Миколі знайти своє місце в житті…

## У ролях
- Валентин Зубков —  Микола Савельєв
- Ліліана Альошнікова —  Світлана, медсестра
- Тетяна Конюхова —  Тася, дружина Миколи
- Євген Буренков —  Корень
- Микола Сергєєв —  Максим Петрович, батько Миколи
- Олена Максимова —  Пелагея Іванівна, мати Тасі
- Віктор Кольцов —  директор школи
- Оля Наровчатова —  Катя, племінниця Тасі
- Віктор Лобзов —  Євсіков
- Олександр Лебедєв —  Саша Архипов
- Петро Должанов —  Архипов
- Люсьєн Овчинникова — епізод
- Рафаїл Ракітін — епізод
- Іван Рябінін — епізод
- Ольга Долгова — епізод
- Маргарита Жарова — епізод
- Микола Погодін — епізод
- Микола Смирнов — епізод
- Володимир Селезньов — епізод
- Станіслав Коренєв — епізод
- Володимир Піцек — епізод
- Леонід Чубаров — епізод
- Світлана Горохова — епізод
- Ніна Буренкова — епізод
- Микита Михалков — епізод

## Знімальна група
- Режисер-постановник:  Костянтин Воїнов
- Сценарист: Семен Фрейліх
- Оператор:  Анатолій Кузнецов
- Композитор:  Веніамін Баснер
- Автор текстів пісень:  Михайло Матусовський
- Художники:  Борис Чеботарьов,  Фелікс Ясюкевич
- Звукорежисер:  Семен Литвинов
- Костюми: Тамара Каспарова
- Монтаж: Зоя Верьовкіна